# Theridion lenzianum
Theridion lenzianum là một loài nhện trong họ Theridiidae.
Loài này thuộc chi Theridion. Theridion lenzianum được Embrik Strand miêu tả năm 1907.